# Zygmunt Matuszak
Zygmunt Matuszak (ur. 30 października 1950 we Wschowie, zm. 25 maja 2019 w Piotrkowie Trybunalskim) – polski historyk wojskowości, profesor nauk humanistycznych, w latach 2012–2016 prorektor ds. filii w Piotrkowie Trybunalskim Uniwersytetu Jana Kochanowskiego w Kielcach.

## Życiorys
Syn Pawła i Pelagii. Absolwent Akademii Sztabu Generalnego z 1983. Rozprawę doktorską pt. Dywizja pancerna – rozwój struktur organizacyjnych i wykorzystanie w działaniach bojowych obronił w 1990 na Wydziale Wojsk Lądowych tej samej uczelni. Stopień naukowy doktora habilitowanego uzyskał w 2005 na Uniwersytecie im. Adama Mickiewicza w Poznaniu w oparciu o pracę Obrona operacyjna w wojskowości polskiej w latach 1918–1939. Tytuł naukowy profesora nauk humanistycznych otrzymał 22 czerwca 2016. Specjalizował się w historii wojskowości polskiej lat 1918–1945.
W latach 1983–2002 związany był z Akademią Sztabu Generalnego i Akademią Obrony Narodowej w Warszawie, będąc m.in. kierownikiem studiów podyplomowych. Następnie podjął pracę w piotrkowskiej filii Akademii Świętokrzyskiej, przekształconej w Uniwersytet Jana Kochanowskiego. W latach 2006–2008 był prodziekanem Wydziału Filologiczno-Historycznego, natomiast w latach 2008–2012 sprawował funkcję dziekana tego wydziału. W 2012 został wybrany na prorektora UJK, funkcję tę pełnił do 2016.
W 2011, za wybitne zasługi w pracy naukowo-badawczej, za osiągnięcia w działalności dydaktycznej i społecznej, został odznaczony przez prezydenta Bronisława Komorowskiego Krzyżem Kawalerskim Orderu Odrodzenia Polski. Wcześniej otrzymał Srebrny oraz Złoty (1993) Krzyż Zasługi.

## Publikacje
- Taktyka wojsk lądowych w latach 1939–1945. Wybrane problemy, Warszawa 1999
- Obrona operacyjna w wojskowości polskiej w latach 1918–1939, Piotrków Trybunalski 2004
- Obrona operacyjna w wojskowości europejskiej 1914–1939. Wybrane problemy, Piotrków Trybunalski 2004
- Generał brygady Jan II Lachowicz. Żołnierz nieznany, Zelów 2012